# U-20 Intercontinental Cup
Der U-20 Intercontinental Cup ist ein jährlich stattfindender Fußball-Wettbewerb für Junioren-Klubmannschaften, der von CONMEBOL und der UEFA organisiert wird. Gegenüber stehen sich der Gewinner der UEFA Youth League und der Gewinner der Copa Libertadores (U-20). Die erste Austragung fand im August 2022 in Montevideo statt. Das Format lehnt sich an die Begegnungen des früheren Weltpokals zwischen Siegern des Europapokals der Landesmeister und der Copa Libertadores bei den Männern an, wobei nur ein Spiel bei einem der beteiligten Vereine ausgetragen wird.
Das Spiel resultiert aus der Erweiterung des Kooperationsvertrages zwischen UEFA und CONMEBOL. Am 2. Juni 2022, dem Tag nach der Austragung der Finalissima 2022, kündigten CONMEBOL und die UEFA eine Reihe neuer Veranstaltungen zwischen Mannschaften der beiden Konföderationen an. Dazu gehörte neben Frauen- und Futsalmannschaften auch ein Spiel zwischen den Junioren-Mannschaften auf Klubebene.

## Spiele und Sieger im Überblick
| Datum             | Austragungsort                  | Spielpaarung (Sieger fettgedruckt)            | Spielpaarung (Sieger fettgedruckt) | Spielpaarung (Sieger fettgedruckt)                      |
| Datum             | Austragungsort                  | Sieger UEFA Youth League                      | Ergebnisse                         | Sieger Copa Libertadores (U-20)                         |
| ----------------- | ------------------------------- | --------------------------------------------- | ---------------------------------- | ------------------------------------------------------- |
| 21. August 2022   | Montevideo (Estadio Centenario) | Benfica Lissabon (UEFA Youth League 2021/22)  | 1:0                                | Peñarol Montevideo (Copa Libertadores (U-20) 2022)      |
| 9. September 2023 | Buenos Aires (La Bombonera)     | AZ Alkmaar (UEFA Youth League 2022/23)        | 1:1 ,1:4 i. E.                     | Boca Juniors (Copa Libertadores (U-20) 2023)            |
| 24. August 2024   | Rio de Janeiro (Maracanã)       | Olympiakos Piräus (UEFA Youth League 2023/24) | 1:2                                | Flamengo Rio de Janeiro (Copa Libertadores (U-20) 2024) |
| 23. August 2025   | Rio de Janeiro (Maracanã)       | FC Barcelona (UEFA Youth League 2024/25)      |                                    | Flamengo Rio de Janeiro (Copa Libertadores (U-20) 2025) |